# Antiklerikalizem
Antiklerikalizem je nasprotovanje zlorabi moči, ki jo imajo kleriki in laiki kot pripadniki cerkve, pri odločanju o javnih zadevah. Antikleriki so lahko tudi člani večinske cerkve ali manjšinskih cerkva, npr. protestantskih, ki pa nasprotujejo političnim odločitvam večinske cerkve.
Mnogi filozofi razsvetljenstva, tudi francoski enciklopedist Denis Diderot, so kritizirali korumpiranost klera in cerkve s prevladujočim vplivom.

## Francija
Francoska revolucija, še posebej Jakobinsko obdobje, je izgnala 30000 klerikov in stotine usmrtila.
Napoleon Bonaparte je potem, ko se je papež pridružil proti-revolucionarnim silam, napadel Italijo. Kamor so prišle Napoleonove vojske, so razpustili samostane in podržavili cerkvene posesti. 
V letih 1881–82 je bilo pod vlado Jules Ferryja v Franciji uzakonjeno obvezno nekonfesionalno javno šolstvo. 
Po Prvi svetovni vojni so politiki katoliške desne provinience začeli sprejemati francoski sekularizem. 

## Avstroogrska
V avstro-slovanskem delu monarhije je jožefinizem razpustil 500 od 1188 samostanov in dodatnih 100 v ogrskem delu ter leta 1783 poleg cerkvene uvedel še civilno poroko.

## Italija
Antiklerikalizem je v Italiji usmerjen predvsem zoper absolutizem Papeških držav, ki so izgubile veliko moči ob združitvi državic v enotno Italijo. Papež je dolgo prepovedoval katolikom udeležbo v javnem življenju Kraljevine Italije, ki je zasedla vsa papeška ozemlja razen Vatikana. Nasprotja med Papežem in Kraljevino Italijo so prenehala šele, ko je Benito Mussolini, ki je za zrušitev političnega pluralizma in fašistično diktaturo potreboval zaveznika in ga našel v Papežu. 
Šele v 1980-ih letih je socialist Bettino Craxi odvzel Rimsko-katoliški cerkvi status "uradne cerkve", ki ga je Papež dobil v zameno za podporo Mussoliniju.

## Argentina
Po argentinski ustavi iz leta 1853, po kateri je bil predsednik države lahko le katoličan, je bila med ustavnimi nalogami kongresa katolizacija domorodnih prebivalcev, kar se je spremenilo leta 1880 z novo ustavo, ki je laicizirala državo. Med kleriki, ki so se v boju proti spremembam združili z desnim političnim polom v Katoliški nacionalizem, in liberalci je trajal konflikt do leta 1940. Tega leta je Juan Perón katolicizmu v državi deloma povrnil politično vlogo in jo poskušal znova odvzeti klerikom leta 1954, zaradi česar so ga kleriki izbčili iz cerkve, naveza med kleriki in generali pa je izvedla državni udar.
Leta 1983, po koncu strahovlade vojaške hunte, je novi predsednik Raúl Alfonsín poskušal znova ločiti državo od cerkvene oblasti.

## Portugalska
Po padcu monarhije leta 1910 v republikanski revoluciji je portugalska država podržavila posesti v lasti portugalske katoliške cerkve. Iz države so bili izgnani redovi, ki pa so bili nekateri znova dovoljeni od leta 1917 dalje.

## Katalonija
Kot maščevanje za podporo španske katoliške cerkve absolutističnemu režimu Ferdinanda VII je bilo v Kataloniji ubitih 20 španskih klerikov.

## Španija
V Španski državljanski vojni, v kateri je večina katoliških klerikov podpirala Frankiste, je bilo ubitih trinajst škofov in 6832 klerikov..

## Sovjetska zveza
V Sovjetski zvezi so po Boljševiški revoluciji v prvih petih letih usmrtili 28 škofov in 1200 duhovnikov.